# Jamba!
Jamba! – europejski dostawca dzwonków telefonicznych i dodatków do telefonów komórkowych, na przykład tapet i gier.
Siedziba przedsiębiorstwa mieści się w Berlinie. W Chinach, Turcji, Kuwejcie, Francji i państwach anglojęzycznych, Australii, Irlandii, Wielkiej Brytanii i Stanach Zjednoczonych, przedsiębiorstwo działa pod nazwą Jamster!, używa także nazwy RingtoneKing.
Spółka została założona w roku 2000 w berlińskiej dzielnicy Kreuzberg. W 2004 została przejęta przez firmę VeriSign za 223 miliony euro. Zajmuje się głównie produkcją i sprzedażą dzwonków telefonicznych. Najbardziej znanymi postaciami wykreowanymi przez firmę są Crazy Frog, Schnappi oraz Sweety the Chick i Schnuffel.
Jamba! sprzedaje także ubezpieczenia na telefony komórkowe i sprzęty AGD, wydaje także gry online i tapety. W 2005 roku wkroczyła na rynki w USA i Chinach.